# 格萊納姆 (伊利諾伊州)
格萊納姆（英語：Glenarm）是位於美國伊利諾伊州桑加蒙縣的一個非建制地區。該地的面積和人口皆未知。

## 地理
格萊納姆的座標為39°37′25″N 89°38′56″W / 39.62361°N 89.64889°W，而該地的平均海拔高度為182米（即597英尺）。